# 権威主義
権威主義（けんいしゅぎ、英語: Authoritarianism、ドイツ語: Autoritarismus）とは、権威をたてにとって思考・行動したり、権威に対して盲目的に服従したりする個人や社会組織の態度を指す。政治学においては、権力を元首または政治組織（政党など）が独占して統治を行う政治思想や政治体制のことである。また、権威主義はしばしば民族主義と結びつき、特定の民族や文化の優位性を強調する。
権威主義体制では、多くの場合、自由や多様性を制限し、個人の権利よりも共同体の統一や秩序を優先する。このため、民主主義や自由主義とは対照的な価値観を持つ体制とされることが多い。特に民族主義的要素を伴う場合、異文化や少数派に対する抑圧や排除が制度的に進められることがある。
全体主義よりも穏健な体制、あるいは非民主主義の総称として独裁政治、軍国主義含めた用語として使用されている。権威主義的な統治の下では、国や地域における政治権力が一人または複数の指導者に集中しており、その指導者は典型的には選挙されず、排他的で責任を負わない恣意的な権力を持つ。
ただし、民意の支持を得たとして統治の正当性を誇示できる選挙を、全く実施しない権威主義国家は少数である。スウェーデンのV-Dem研究所による『デモクラシー・レポート2022』の分類では、複数政党制ではあるものの反体制派候補の弾圧や開票不正といった手段で選挙を歪める「選挙権威主義」の国家・地域はロシアやベラルーシなど約60で、中華人民共和国や北朝鮮といった「独裁」の国家・地域は約30（日米やEU諸国など「自由民主主義」は34か国・地域、ブラジルなどの「選挙民主主義」は55か国・地域）。

## 用語
権威の語源はラテン語の「auctoritas」で、古代ローマに遡り、その意味は「保証、所有権、担保」であり、他動詞的に用いられる言葉である。権力と権威に差異を求めるとすれば、それは前者が強制、後者が自発的服従であることにあると考えられる。

## 政治学
体制概念としての権威主義の歴史は、1964年のホアン・リンスの提唱から始まった。独裁の概念の中に、アドルフ・ヒトラーやヨシフ・スターリンなどの全体主義と比較して、第二次世界大戦終結後も安定的に続いたスペインのファシスト政権など、より穏健なタイプを権威主義と名付け、全体主義とは以下が異なるとした。
1. 経済的社会的多元主義、さらに限定された政治的多元主義が存在し、反対勢力が存在し得る。
2. 体系的で精緻なイデオロギーはないが、或る種の保守的心理的傾向が支配する。
3. リーダーの権力は明確に定義されていないけれども、予測可能な一定の範囲内で行使される。
4. 政治的動員は弱く、政治的無関心が広く見られる。

政治学上の用法では、権威主義体制を民主主義体制と全体主義体制の中間とする立場や、権威主義体制は非民主的な体制の総称として独裁・専制・全体主義などを含むとする立場などがある。
権威者に同意しないことは大多数の人々から反逆であると看做される。支配者にとって権威主義は権力の正統性がなくとも統治を可能とするため、近代以前の支配者は常に権威主義の確立に努めた。したがって近代以前の政治体制は全て権威主義的支配体制であったといえる。自由や平等といった概念が広まった近代以降の支配者は全国民を相手に統治する必要に迫られ、権力の正統性の根拠なしの統治は困難となったため、権威主義体制の維持は難しくなった。しかし国民主権を基礎にしながらも権威主義が現れる場合もあり、その代表格がナチズムとファシズムであるとされる。権威主義は被支配者の思考様式であることから、民主制の機構を採用している国においても現れることがある。選挙があった第二次世界大戦前の日本の政治体制も権威主義体制に分類する論者もいる。
現代ではメディア、学者、政治家などにより中華人民共和国の政治体制が権威主義体制と論じられることがある。また、ロシア連邦やイランなどの政治体制も権威主義体制として論じられることがある。
権威を強調する体制は、権威を軸にしたヒエラルキーを形成してエリート主義を持ち、実質的な権力や階級として固定化する場合もあるが、単一権威による支配体制の場合、その権威以外の既存の他権威の権力関係（場合により身分、貧富、人種・民族など）を超越または無効ともするため、大衆や従来の被支配層などの広い支持を得る場合もある。